# زیردریایی یو-۳۰۹
زیردریایی یو-۳۰۹ (به انگلیسی: German submarine U-309) یک زیردریایی بود که طول آن ۶۷٫۱ متر (۲۲۰ فوت ۲ اینچ) بود. این زیردریایی در سال ۱۹۴۲ ساخته شد.